# Heorhyj U. Koval'čuk
| 157271 Gurtovenko | 13 settembre 2004 |

Heorhyj U. Koval'čuk (in ucraino Георгий У. Ковальчук?; ...) è un astronomo ucraino, citato, secondo la traslitterazione inglese, anche come Georgiy Kovalchuk.
Il Minor Planet Center gli accredita la scoperta di due asteroidi, effettuate entrambe nel 2004 in collaborazione con Vladymyr O. Lokot'.